# Studencka Baza Namiotowa Przysłop Potócki
Studencka Baza Namiotowa Przysłop Potócki – najmłodsza studencka baza namiotowa. Po raz pierwszy stanęła w 2007 roku. Prowadzona jest przez Oddział Uczelniany PTTK z Gliwic. Założycielem i opiekunem bazy jest Łukasz Pisarek.

## Położenie
Baza położona jest w Beskidzie Żywieckim, w grupie Wielkiej Raczy na południe od przełęczy Przysłop Potócki, pomiędzy Praszywką Wielką (1043 m n.p.m.) a Bendoszką Wielką. Leży przy czarnym szlaku z Soli na przełęcz Przegibek.

## Dojście
- niebieskim (dawniej czarnym) szlakiem ze stacji PKP Sól, przez Łysicę (704 m n.p.m.), Rycerkę Górną i Praszywkę Wielką
- niebieskim (dawniej czarnym szlakiem ze schroniska PTTK na przełęczy Przegibek przez Będoszkę Wielką i Praszywkę Małą (ok. 1 godziny)
- z Kolonii Rycerki Górnej nieznakowaną leśną drogą pożarową zaczynającą się przy leśniczówce aż do czarnego szlaku z przełęczy Przegibek
- z doliny Rycerek ścieżką oznaczoną zielonymi trójkątami – początek przy leśniczówce

## Wyposażenie
- kuchnia turystyczna
- świetlica/jadalnia w wiacie
- toaleta ekologiczna typu sławojka
- miejsce do mycia

## Wydarzenia i imprezy

### 2007
Uruchomienie bazy namiotowej.

### 2008
Wizyta szkockiej wyprawy z Borders Exploration Group

### 2012
Rekreacyjny Rajd Rowerowy – 7–8 lipca 2012 organizowany przez SKPG Harnasie